# Zweiter Generalstabsoffizier
Der Zweite Generalstabsoffizier oder Ib war in höheren Stäben des preußisch-deutschen Heeres und der Wehrmacht für die Versorgung zuständig. Dem Zweiten Generalstabsoffizier unterstand zu diesem Zweck die Quartiermeisterabteilung. Er war für die gesamte Versorgung des Verbandes verantwortlich, sowohl für den Nachschub nach vorn mit Munition, Verpflegung, Futter, Bekleidung usw. wie auch für den Abschub nach hinten (Verwundete, Gefangene, Restgüter usw.). Er musste dauernd über die Lage und Absicht der Verbandsführung unterrichtet sein, um vorausschauende Vorschläge für die Versorgung der Truppe und den Einsatz der Rückwärtigen Dienste machen zu können. Zu seinen Aufgaben gehörten auch Einsatz und Bewegung der Trosse, Straßenbau, Verkehrsregelung und Luftschutz im rückwärtigen Gebiet, Führen einer Lagekarte über den jeweiligen Stand der Versorgung usw. Ihm zur Seite standen sogenannte Fachbearbeiter, die ihre Weisungen vom Ib erhielten. Voraussetzung für die Verwendung als Generalstabsoffizier war der erfolgreiche Abschluss der Kriegsakademie.
In der Bundeswehr entspricht der G4 dem Zweiten Generalstabsoffizier.